# 金子仁洋
金子 仁洋（かねこ じんよう、1930年 - ）は、日本の警察官僚。筆名は島一芳。

## 人物・経歴
新潟県で生まれ、中学2年生の時に上京。東京都立小山台高等学校を経て、東京大学法学部卒業。1955年、官界に入る。厚生省、警察庁、内閣官房、警察大学校校長等を歴任。その後、文筆、講演、ラジオ、テレビ出演等幅広く活躍。趣味にスキー。

## 在官中
国際刑事課の新設に尽力して、初代課長に推され、シンガポール警察の交番制導入に現地調査団長を務める。主として新規事業の中心となって活躍。また、岩手、栃木、大阪、兵庫の各府県警本部で地方の経験を積み、科学警察研究所総務部長、警察大学校校長等を歴任、警察官教育に精力を割く。一方で中曽根内閣の内閣広報室長としても活躍。

## 退官後
ラジオ日本にメインコメンテーターとしてレギュラー出演。公共政策調査会専務理事、桐蔭横浜大学法学部教授（統治構造論）、内閣官房道州制ビジョン懇談会委員、21世紀臨調運営委員、他多数。

## 関連人物
- 宮川泰夫 - 元NHKアナウンサー。同郷かつ高校・大学の後輩。